# Sabou Tjéty
Pour les articles homonymes, voir Sabou (Égypte antique).
Sabou Tjéty est le nom porté par le grand prêtre de Ptah de Memphis pendant le règne de Téti puis de Pépi Ier au début de la VIe dynastie. Il succède à cette fonction à Sabou Ibébi, dont il est probablement le fils.
Sabou porte plusieurs titres dont : « Le plus grand des directeurs des artisans des deux maisons » (wr ḫrpw hmwt m prwy - c'est le titre détenu par le grand prêtre de Ptah), « prêtre lecteur en chef », « Ami unique » et « Comte ».
Avant que Sabou ne soit fait grand prêtre du dieu Ptah, il y avait toujours deux hommes qui occupaient cette position. Sabou fut le premier homme à occuper cette fonction à lui seul.

## Sépulture
Le mastaba de Sabou a été retrouvé à Saqqarah et a livré une stèle fausse porte, donnant les cartouches des souverains sous lesquels il servit et témoignant d'une réforme du pontificat memphite qui auparavant était dédoublé ou en tout cas partagé. Sabou se vante d'être en tout cas le premier à assumer seul les lourdes charges de cette fonction devenue essentielle, presque étatique,.
Cette stèle fausse porte est exposée aujourd'hui au musée du Caire.